# Pseudoboletus
Pseudoboletus Šutara (borowikowiec) – rodzaj grzybów z rodziny borowikowatych (Boletaceae). Należą do niego dwa gatunki, w Polsce występuje jeden.

## Systematyka i nazewnictwo
Pozycja w klasyfikacji według Index Fungorum: Boletaceae, Boletales, Agaricomycetidae, Agaricomycetes, Agaricomycotina, Basidiomycota, Fungi.
We wcześniejszych klasyfikacjach gatunki z rodzaju Pseudoboletus zaliczane były do rodzaju Xerocomus, stąd ich polskie nazwy zawierały człon „podgrzybek”. W 2015 Piotr T. Zaniewski, Ewa Truszkowska i Andrzej Szczepkowski zaproponowali nazwę „borowikowiec”, którą następnie (w 2021) zarekomendowała Komisja ds. Polskiego Nazewnictwa Grzybów Polskiego Towarzystwa Mykologicznego.

## Gatunki
- Pseudoboletus astraeicola (Imazeki) Šutara 2005
- Pseudoboletus parasiticus (Bull.) Šutara 1991 – borowikowiec tęgoskórowy

Nazwy naukowe na podstawie Index Fungorum.